# Clarias albopunctatus
Clarias albopunctatus är en fiskart som beskrevs av Nichols och La Monte, 1953. Clarias albopunctatus ingår i släktet Clarias och familjen Clariidae. IUCN kategoriserar arten globalt som livskraftig. Inga underarter finns listade i Catalogue of Life.